# Шубина, Мария Тимофеевна
Мария Тимофеевна Шубина (Клюкова) (8 мая 1930, Протасово, Средневолжский край — 20 апреля 2025, Волгоград) — советская спортсменка (гребля на байдарках), олимпийская чемпионка 1960 года, 4-кратная чемпионка мира. Заслуженный мастер спорта СССР (1960).

## Спортивная карьера
- Олимпийская чемпионка 1960 года в гребле на байдарке-двойке с Антониной Серединой на дистанции 500 м
- 4-кратная чемпионка мира: 1958 (байдарка-двойка), 1963 (байдарка-одиночка и байдарка-четверка), 1966 (байдарка-четверка)
- Серебряный призёр чемпионатов мира: 1963 (байдарка-двойка), 1966 (байдарка-двойка)
- Чемпионка Европы 1963, 1965 (дважды) и 1967 годов
- Серебряный призёр чемпионатов Европы 1959 и 1963 годов
- 10-кратная чемпионка СССР 1959—1967 годов в составе разных экипажей.

## Биография
В 1956 году окончила Казанский медицинский институт.
Кандидат медицинских наук (1975).
Победа Шубиной и Серединой в 1960 году стала первым в истории СССР золотом Олимпиады в гребле на байдарках-двойках.
По окончании карьеры занималась тренерской деятельностью.
Супруг — тренер Юрий Шубин (1927—2017), сыновья Михаил и Константин, оба стали медиками.
Умерла 20 апреля 2025 года в возрасте 94 лет. Похоронена на Димитровском кладбище Волгограда.

## Награды
- Орден Трудового Красного Знамени (16.09.1960) — за успешные выступления в XVII летних и VIII зимних Олимпийских играх 1960 года, а также за выдающиеся спортивные достижения[7]
- Почётная грамота Президента Российской Федерации (5 мая 2010) — за заслуги в развитии отечественного гребного спорта[8]